# Ludvík Rudolf Brunšvicko-Wolfenbüttelský
Ludvík Rudolf Brunšvicko-Wolfenbüttelský (22. července 1671, Wolfenbüttel – 1. března 1735, Wolfenbüttel) byl vévodou Brunšvicko-wolfenbüttelským a členem rodu Welfů. Jeho otcem byl Anton Ulrich Brunšvicko-Wolfenbüttelský a matka Alžběta Juliana Šlesvicko-Holštýnsko-Sonderbursko-Norburská. Vnučkou Ludvíka Rudolfa byla rakouská vládkyně Marie Terezie.

## Život
Ludvík Rudolf byl nejmladší ze sedmi sourozenců. Stal se generálem ve službě habsburského císaře Leopolda I. Poté, co byl propuštěn roku 1690, dostal darem od otce Brunšvické hrabství v Blankenburgu, se souhlasem svého nejstaršího bratra Augusta Viléma, čímž byl porušen princip dědictví, který stanovil vévoda Jindřich V.
Když se jeho otci podařilo roku 1707 zasnoubit Ludvíkovu prvorozenou dceru Alžbětu Kristýnu s habsburským arcivévodou Karlem, jeho starší bratr císař Josef I. pozvedl panství Blankenburg na knížectví. Postavení Ludvíka Rudolfa jako imperiálního knížete však bylo omezené, protože jeho hlas v Říšském sněmu nebyl dědičný.
Po smrti bratra Augusta Viléma v roce 1731 zdědil Wolfenbüttel, a tak vládl v obou knížectví. Přestěhoval se do Wolfenbüttelu, hlavního města zděděného většího knížectví. Po několika letech vlády obnovit ekonomiku, kterou August Vilém téměř zničil.
Ludvík Rudolf neměl mužského potomka. Dědicem byl jeho první bratranec, vévoda Ferdinand Albrecht II., který se oženil s jeho nejmladší dcerou Antonií Amálií.

## Manželství a dcery
Ludvík se oženil s Kristýnou Luisou Öttingenskou 22. dubna 1690 v Aurichu. Z manželství vzešly čtyři dcery:
- Alžběta Kristýna (28. srpna 1691 – 21. prosince 1750) ⚭ 1708 španělský král Karel VI. (1. října 1685 – 20. října 1740), budoucí císař Svaté říše římské, král český, uherský aj.
- Šarlota Augusta (1692)
- Šarlota Sofie (29. srpna 1694 – 2. listopadu 1715), ⚭ 1711 carevič Alexej Petrovič (28. února 1690 – 7. července 1718)
- Antonie Amálie (14. dubna 1696 – 6. března 1762), ⚭ 1712 Ferdinand Albrecht II. Brunšvicko-Wolfenbüttelský (29. května 1680 – 13. září 1735)